# Finspånga län och Bråbo domsaga
Finspånga län och Bråbo domsaga var en domsaga i Östergötlands län, mellan 1762 och 1792. Före och efter den tiden ingick området i Bobergs, Gullbergs, Bråbo och Finspånga läns häraders domsaga.
Domsagan omfattade Bråbo härad och Finspånga läns härad och lydde under Göta hovrätt.

## Tingslag
- Bråbo tingslag
- Hällestads och Tjällmo tingslag
- Risinge tingslag

## Häradshövdingar
- 1762-1778 Anders Juringius
- 1778-1792 Per Adolf Blidberg